# Juan Carlos Pérez Rojo
Juan Carlos Pérez Rojo (Barcelona, 17 de noviembre de 1959) es un exfutbolista español, formado en las categorías inferiores del FC Barcelona, que destacó como delantero zurdo en la selección española y en el primer equipo del FC Barcelona.  

## Trayectoria

### Jugador
Jugó entre 1983 y 1987 en el Barcelona, con el que consiguió proclamarse campeón de la Liga española de fútbol en la temporada 1984-85, con Terry Venables como entrenador. En la temporada siguiente, la 1985-86, contribuyó a que el equipo llegase a la final de la Copa de Europa, que no pudo ganar. Al final de la temporada 1986-1987, una grave lesión en la rodilla le obligó a abandonar prematuramente la práctica del fútbol, en el Real Betis, donde fichó pero no llegó a debutar. En la temporada siguiente fichó por el Palamós de Segunda División A pero la mencionada lesión le obligó a abandonar definitivamente la práctica del fútbol.

### Entrenador
Tras su retirada como jugador ha entrenado a varios equipos, entre ellos el Fútbol Club Barcelona Juvenil "A" en dos periodos distintos, cabe destacar que en esta época tuvo a sus órdenes a Lionel Messi, uno de los mejores jugadores del mundo de la historia. Tras este segundo periodo entrenó durante dos temporadas en Tercera División hasta su desaparición en 2007 al Fútbol Club Barcelona "C". Tras la desaparición del segundo filial fichó por el Terrassa F. C. de Segunda División B aunque fue destituido en la jornada 31 tras unos malos resultados. Finalmente entrenó durante unos meses al F. C. Santboià de Tercera División.

### Internacional
Disputó cuatro partidos con la selección española absoluta, todos en 1985. Debutó el 23 de enero de 1985 en un partido amistoso frente a Finlandia en el Rico Pérez de Alicante con victoria para la Selección Española Absoluta por 3-1. Además, participó con la Selección española sub-20 en la copa mundial juvenil de Japón 1979.

## Clubes

### Jugador
- Barcelona B: 1978-1983
- Barcelona: 1983-1987
- Barcelona B: 1987
- Betis: 1988-1989
- Palamós: 1989-1990

### Entrenador
- Fútbol Club Barcelona Juvenil "A": 1997–2000
- Fútbol Club Barcelona Juvenil "A": 2003–2005
- Fútbol Club Barcelona "C": 2005–2007
- Terrassa F. C.: 2007–2008
- F. C. Santboià: 2009

## Palmarés
- 1 Liga española de fútbol: 1984-1985, con el Barcelona
- 1 Supercopa de España: 1984
- 1 Copa de la Liga: 1986
- 1 Copa del Rey: 1987

## Vida personal
Juan Carlos está casado y tiene tres hijos.